# Noorwegen op de Olympische Winterspelen 1936
Tijdens de Olympische Winterspelen van 1936, die in Garmisch-Partenkirchen (Duitsland) werden gehouden, nam Noorwegen voor de vierde keer deel.

## Medailleoverzicht
| Sport              | Olympiër                                                      | Discipline            | Medaille |
| ------------------ | ------------------------------------------------------------- | --------------------- | -------- |
| Kunstrijden        | Sonja Henie                                                   | vrouwen               | Goud     |
| Noordse combinatie | Oddbjørn Hagen                                                | mannen                | Goud     |
| Schaatsen          | Ivar Ballangrud                                               | 500 m (m)             | Goud     |
| Schaatsen          | Ivar Ballangrud                                               | 5000 m (m)            | Goud     |
| Schaatsen          | Ivar Ballangrud                                               | 10.000 m (m)          | Goud     |
| Schaatsen          | Charles Mathiesen                                             | 1500 m (m)            | Goud     |
| Schansspringen     | Birger Ruud                                                   | mannen                | Goud     |
| Langlaufen         | Oddbjørn Hagen                                                | 18 km (m)             | Zilver   |
| Langlaufen         | Oddbjørn Hagen Olaf Hoffsbakken Sverre Brodahl Bjarne Iversen | 4x10 km estafette (m) | Zilver   |
| Noordse combinatie | Olaf Hoffsbakken                                              | mannen                | Zilver   |
| Schaatsen          | Ivar Ballangrud                                               | 1500 m (m)            | Zilver   |
| Schaatsen          | Georg Krog                                                    | 500 m (m)             | Zilver   |
| Alpineskiën        | Laila Schou Nilsen                                            | combinatie (v)        | Brons    |
| Noordse combinatie | Sverre Brodahl                                                | mannen                | Brons    |
| Schansspringen     | Reidar Andersen                                               | mannen                | Brons    |

## Deelnemers en resultaten

### Alpineskiën
| Olympiër           | Discipline     | Resultaat | Prestatie                                           |
| ------------------ | -------------- | --------- | --------------------------------------------------- |
| Birger Ruud        | combinatie (m) | 4e        | 93,38 punten afdaling: 4.47,4 slalom: 1.31,9+1.17,1 |
| Alf Konningen      | combinatie (m) | 8e        | 90,06 punten afdaling: 5.00,4 slalom: 1.29,3+1.24,3 |
| Per Fossum         | combinatie (m) | 9e        | 88,12 punten afdaling: 5.03,2 slalom: 1.30,3+1.29,7 |
| Sigmund Ruud       | combinatie (m) | dnf       | afdaling: 5.11,6 slalom: dns                        |
| Laila Schou Nilsen | combinatie (v) | Brons     | 93,48 punten afdaling: 5.04,4 slalom: 1.26,1+1.17,3 |
| Johanne Dybwad     | combinatie (v) | 7e        | 85,90 punten afdaling: 5.32,0 slalom: 1.26,5+1.30,9 |
| Nora Strømstad     | combinatie (v) | 11e       | 77,20 punten afdaling: 5.57,4 slalom: 1.34,2+1.51,1 |

### Kunstrijden
| Olympiër                         | Discipline | Resultaat | Prestatie             |
| -------------------------------- | ---------- | --------- | --------------------- |
| Sonja Henie                      | vrouwen    | Goud      | pc. 7,5; 424,5 punten |
| Nanna Egedius                    | vrouwen    | dnf       | opgave                |
| Randi Bakke Christen Christensen | paarrijden | 15e       | pc. 132,5; 8,2 punten |

### Langlaufen
| Olympiër                                                      | Discipline            | Resultaat | Prestatie                               |
| ------------------------------------------------------------- | --------------------- | --------- | --------------------------------------- |
| Oddbjørn Hagen                                                | 18 km (m)             | Zilver    | 1:15.33                                 |
| Olaf Hoffsbakken                                              | 18 km (m)             | 5e        | 1:17.37                                 |
| Arne Rustadstuen                                              | 18 km (m)             | 6e        | 1:18.13                                 |
| Bjarne Iversen                                                | 18 km (m)             | 9e        | 1:18.56                                 |
| Arne Tuft                                                     | 50 km (m)             | 7e        | 3:44.14                                 |
| Trygve Brodahl                                                | 50 km (m)             | 11e       | 3:54.25                                 |
| Kaare Hatten                                                  | 50 km (m)             | 12e       | 3:39.33                                 |
| Per Samuelshaug                                               | 50 km (m)             | dnf       | opgave                                  |
| Oddbjørn Hagen Olaf Hoffsbakken Sverre Brodahl Bjarne Iversen | 4x10 km estafette (m) | Zilver    | 2:41.39 (41.32 / 39.33 / 39.52 / 40.42) |

### Noordse combinatie
| Olympiër         | Discipline | Resultaat | Prestatie                                                       |
| ---------------- | ---------- | --------- | --------------------------------------------------------------- |
| Oddbjørn Hagen   | mannen     | Goud      | 430,3 punten 18 km: 240,0 (1:15.33) schans: 190,3 (42,0+46,0 m) |
| Olaf Hoffsbakken | mannen     | Zilver    | 419,8 punten 18 km: 227,8 (1:17.37) schans: 192,0 (47,0+45,5 m) |
| Sverre Brodahl   | mannen     | Brons     | 408,1 punten 18 km: 225,5 (1:18.01) schans: 182,6 (40,0+47,0 m) |
| Bernt Østerkløft | mannen     | 6e        | 393,8 punten 18 km: 205,1 (1:21.37) schans: 188,7 (44,0+48,0 m) |

### Schaatsen
| Olympiër          | Discipline   | Resultaat | Prestatie |
| ----------------- | ------------ | --------- | --------- |
| Ivar Ballangrud   | 500 m (m)    | Goud      | 43,4      |
| Ivar Ballangrud   | 1500 m (m)   | Zilver    | 2.20,2    |
| Ivar Ballangrud   | 5000 m (m)   | Goud      | 8.19,6    |
| Ivar Ballangrud   | 10.000 m (m) | Goud      | 17.24,3   |
| Charles Mathiesen | 1500 m (m)   | Goud      | 2.19,2    |
| Charles Mathiesen | 5000 m (m)   | 7e        | 8.36,9    |
| Charles Mathiesen | 10.000 m (m) | 4e        | 17.41,2   |
| Hans Engnestangen | 500 m (m)    | dnf       | opgave    |
| Hans Engnestangen | 1500 m (m)   | 8e        | 2.23,0    |
| Michael Staksrud  | 5000 m (m)   | 9e        | 8.38,5    |
| Michael Staksrud  | 10.000 m (m) | 10e       | 17.56,7   |
| Georg Krog        | 500 m (m)    | Zilver    | 43,5      |
| Harry Haraldsen   | 500 m (m)    | 34e       | 54,9      |
| Harry Haraldsen   | 1500 m (m)   | 7e        | 2.22,4    |
| Edward Wangberg   | 5000 m (m)   | 20e       | 8.54,7    |
| Edward Wangberg   | 10.000 m (m) | 18e       | 18.15,8   |

### Schansspringen
| Olympiër            | Discipline | Resultaat | Prestatie                  |
| ------------------- | ---------- | --------- | -------------------------- |
| Birger Ruud         | mannen     | Goud      | 232,0 punten (75,0+74,5 m) |
| Reidar Andersen     | mannen     | Brons     | 228,9 punten (74,0+75,0 m) |
| Kaare Wahlberg      | mannen     | 4e        | 227,0 punten (73,5+72,0 m) |
| Arnholdt Kongsgaard | mannen     | 8e        | 217,7 punten (74,5+66,0 m) |

Australië · België · Bulgarije · Canada · Duitsland · Estland · Finland · Frankrijk · Griekenland · Groot-Brittannië · Hongarije · Italië · Japan · Joegoslavië · Letland · Liechtenstein · Luxemburg · Nederland · Noorwegen · Oostenrijk · Polen · Roemenië · Spanje · Tsjecho-Slowakije · Turkije · Verenigde Staten · Zweden · Zwitserland